# Municipio XVII
Municipio XVII is een zeer dichtbevolkt stadsdeel (ca. 12.813 inw/km²) met ongeveer 70.000 inwoners in het centrum van de stad Rome.

## Onderverdeling
Prati, Delle Vittorie, Eroi